# Tetanops myopaeformis
Tetanops myopaeformis is een vliegensoort uit de familie van de prachtvliegen (Ulidiidae). De wetenschappelijke naam van de soort is voor het eerst geldig gepubliceerd in 1881 door Röder.